# Liste des épisodes de Maguy
Cet article présente une liste des épisodes de Maguy.

## Saison 1 diffusée sur Antenne 2 (1985)
1. Rose et Marguerite, c'est le bouquet
2. Babar et Bécassine se mènent en bateau
3. Docteur j'abuse
4. L'union fait le divorce
5. L'annonce faite à Maguy
6. Le coupe-Georges
7. Amoral, morale et demie
8. Cinquante bougies, ça vous éteint !
9. Changer de look, quel souk !
10. A visage redécouvert''
11. Le serment d'hypocrite
12. Tu me trompes ou je me trompe ?
13. Comment boire sans déboires
14. Pour le meilleur et pour le Pierre
15. Un veuf brouillé
16. Le père Noël dans ses petits souliers
17. L'emprunt ruse
18. Tous les couples sont permis
19. L'amant de la famille (avec Marcel Amont)
20. Travail, famille, pas triste
21. Blague de fiançailles
22. Macho, boulot, dodo
23. Mi-flic, mi-raisin
24. Trop polyvalent pour être honnête
25. La traîtresse de maison
26. Les trois font la paire
27. Un grain peut en cacher un autre
28. La quittance déloyale
29. Belle-mère, tel fils
30. Manège à quatre
31. Comme un neveu sur la soupe
32. Toutou, mais pas ça !
33. A corde et à cri
34. Jamais deux sans quatre (avec Sylvie Joly)
35. L'amant comme il respire
36. Le chômage, ça vous travaille ?
37. La faillite nous voilà ! (avec Jean-Paul Bonnaire)
38. Le divin divan
39. Toubib or not toubib
40. L'écolo est fini
41. Loto, route du bonheur
42. Crise cardiaque

## Saison 2 (1986)
43. Aux armes mitoyens ! 
44. Le prix concours (avec Francis Perrin)
45. Fou et usage de fou (avec Jacky) 
46. Le péril John 
47. La position du démissionnaire 
48. Échec aux maths (avec Enrico Macias) 
49. Ni fête, ni à faire 
50. Maguy lave plus blanc 
51. Un ami qui vous veut trop de bien 
52. En avant l'amnésique 
53. Connu comme le loulou blanc (avec Roger Pierre) 
54. Play black 
55. Médecin malgré elle 
56. Just a rigolo 
57. L'entre deux mères 
58. Cœur de pierre 
59. La plus belle girl 
60. L'homo, ça pince 
61. C'est grève, docteur ? (avec Charlotte de Turckheim) 
62. La marche funeste (avec Marie-Pierre Casey)
63. Un mari classé ex (avec Robert Lamoureux et Philippe Laudenbach) 
64. Électrode à la joie 
65. Le vide par le nettoyage 
66. Héla ! Elle est là (avec Isabelle Mergault) 
67. A votre bunker, messieurs dames 
68. Souvent l'infâme varie 
69. Fossiles et marteaux (avec André Valardy et Evelyne Dandry)
70. Recherche sosie désespérément 
71. Macho effroi 
72. La comtesse aux pieds noirs 
73. L'humour en héritage (avec Joseph Poli, Brigitte Roüan et Françoise Vatel)
74. L'amère porteuse 
75. Hip hip hip Oural 
76. Ca déménage à trois 
77. Papy fait de la résidence (avec Jacques Balutin)
78. L'envers du jeu 
79. Silence, hospitalité ! (avec Catherine Lachens)
80. Des flics et des claques 
81. Une Maguy... démagogue (avec Catherine Lachens)
82. Épouse et maire 
83. Fiançailles aïe ! aïe ! aïe ! (avec Bunny Godillot et Riton Liebman)
84. Tiens-toi à Caro

## Saison 3 (1987)
85. Mal de maire 
86. Chambre accouchée (avec Jacques Chazot) 
87. Jument comme tu respires 
88. Téléphone qui croyait prendre 
89. Impair et deux belle-mères 
90. L'éminence grippe 
91. Sauve qui pneu ! 
92. Voir un petit coup 
93. Message californien 
94. Le coffre effort (avec Michel Galabru) 
95. Kilt ou double 
96. Rumeur au cerveau (avec Alain Gillot-Pétré) 
97. Décibel et tais-toi 
98. Le magicien d'hypnose 
99. Cosmétiques en toc 
100. Des plaies et des noces (avec Jacques Balutin)
101. Pub, pub, pub... hourrah ! 
102. Un chiffon, fon, fon... (avec Philippe Khorsand)
103. La layette, nous voilà (avec Philippe Chevallier)
104. Gare au gourou ! 
105. Noces à ronger (avec Sacha Distel) 
106. Talisman comme un arracheur de dents (avec Roger Zabel) 
107. La rosière arrosée 
108. La strip-teaseuse de bonne aventure (avec Élisa Servier) 
109. La clé des mensonges (avec Évelyne Dress) 
110. Surprise patrie (avec Patrick Zard)
111. Le sponsor en est jeté 
112. Ovni soit qui mal y pense 
113. Adam et chèvre 
114. Jerôme sweet Jerôme 
115. Isabelle et la bête 
116. Tel Pierre, tel fils 
117. Apocalypse mômes 
118. Les dons de la mère 
119. La ruée vers l'art 
120. La SICAV se rebiffe (avec André Pousse)
121. Mort aux rafles (co-écrit par Henri Garcin) 
122. Bretteville au trésor 
123. De briques et de brocs 
124. Olé concentré 
125. Dégâts des os 
126. L'émoi d’août

## 4° Saison (1988)
127. Retour de France (tourné en extérieur, avec Jacques Chancel) 
128. Retour à l'occase départ 
129. Rimes et châtiment 
130. Fugue en elle mineure 
131. Mise aux poings (avec Jean-Marie Bigard) 
132. Vote voltige 
133. St Vincent de Pierre 
134. Courant d'hertz 
135. Un médium et une femme 
136. Retrouvailles, que vaille ! (avec Gérard Hernandez)
137. Parrain artificiel 
138. Infarctus et coutumes 
139. Soupçons et lumières 
140. Dakar, pas Dakar (avec Gérard Holtz) 
141. Impair Noël 
142. Maguy Antoinette 
143. Otages dans le potage 
144. Piqûres de mystique 
145. Nécropole et Virginie (avec Muriel Montossey) 
146. Nitro, ni trop peu 
147. Assassin-glinglin 
148. Le nippon des soupirs 
149. Pas de deux en mêlée 
150. Main basse sur Bretteville 
151. Ski m'aime me suive (tourné en extérieur à Puy Saint Vincent, avec Gérard Holtz) 
152. Des plaies et des brosses 
153. Polar ménager 
154. Une faim de look 
155. Le bronzage de Pierre 
156. Transport-à porte 
157. En chantier de vous connaître 
158. La fête défaite 
159. Câblé en herbe 
160. L'enjeu de la vérité 
161. Déformation permanente 
162. En deux tanks, trois mouvements 
163. Postes à galère 
164. Prince-moi, je rêve (avec Jean-Pierre Rambal)
165. Science friction 
166. Démission impossible 
167. Lis tes ratures ! 
168. L'infâme de lettres

## 5° Saison (1989)
169. L'esthète à claques (avec Michel Modo)
170. Vélo de Rose 
171. Cinémaguy 
172. Tableau d'horreur (avec Patrice Laffont) 
173. Accident de sagesse 
174. Anniversaire moi fort 
175. Kidnapping-pong (avec Christian Marin et Élie Semoun) 
176. L'appel de la mère (avec Chantal Neuwirth)
177. Racket sans filet 
178. Vaudou dingue 
179. Médecin retraitant 
180. Propriétaires à terre 
181. Sans crime ni raison 
182. Adultère à délit (avec Michel Robbe)
183. Déclics et des claques 
184. Libido bloquée 
185. Achat échaudé 
186. Voirie aux larmes 
187. Méprises de vue 
188. Bouchon en carafe 
189. Marquis dit mieux 
190. Épidémies à la porte 
191. Flagrant délire 
192. Une étoile est nue 
193. Train d'ennuis (avec André Valardy) 
194. Bombages ingrats 
195. Toutou ou rien 
196. Gala galère (avec Yves Lecoq) 
197. Le majordrôle 
198. Brouillon de culture (avec Thierry Beccaro) 
199. L'éventaire de rien (avec Christian Pereira)
200. Qui s'y frotte s'hippique 
201. Télécom... hic ! 
202. Totem à la folie 
203. Météorite initiatique 
204. Mensonges d'une nuit d'été 
205. Plumeau d'ordre (avec Thierry Beccaro)
206. Taj Mahal où ? 
207. La paix niche en Belgique (tourné en extérieur à La Louvière, la brasserie de la Grisette, sur le Canal du Centre (Belgique)
208. Les loyaux de la couronne 
209. La cave se rebiffe 
210. La valse a mis le temps

## 6° Saison (1990) ne contient que 39 épisodes au lieu des 42 habituels
211. Quitte ou rouble 
212. Séparation de survie 
213. L'injuste prix 
214. Une nièce rapportée 
215. Une occase en moins 
216. Météo et bas 
217. Une Maude passagère 
218. Bénévole d'essai 
219. Tata poule 
220. Des routes en déroute 
221. Débat des eaux 
222. L'ami gratteur (avec Michel Crémadès)
223. Pinceaux périlleux 
224. Termite errant (avec Michel Crémadès)
225. Troubles de la télévision 
226. Étrennes à la traîne 
227. Mégarde à vue 
228. Golf: heurts 
229. Mépris de Rome (avec André Gaillard)
230. Le rappeur sur la ville 
231. Jaloux y es-tu ? 
232. Clochard abstrait (avec Henri Guybet) 
233. Affreux d'emploi 
234. Un clown chasse l'autre 
235. Adamo.. tus et bouche cousue (avec Salvatore Adamo) 
236. Passe-moi le recel 
237. Fissures la corde raide 
238. Écoutes que coûte 
239. Le carton de la plaisanterie 
240. Un fils à la patte 
241. Mur... aïe ! 
242. Désaccords de guitares 
243. Une mage d'histoire 
244. Compagnons d'alarmes 
245. Tango à la bouche 
246. Barbouze de vache 
247. Despote au feu 
248. Dernière cartouche au tableau 
249. Des pots en dépôt

## 7° Saison (1991)
250. Une pierre de taille 
251. Consultation service 
252. La bourgeoise gentille femme 
253. Suzanne désespérément 
254. Compartiment humeurs 
255. Idylle flottante 
256. Opa comique 
257. Écrin total 
258. Crise de foi 
259. Hallali conjugal 
260. Qui l'eût "crue" ? 
261. Dernier de Corday (avec Bruno Moynot)
262. La mégère à prix Boissier 
263. Absence unique 
264. Un monde chou, chou, chou 
265. Médecin malgré Luigi 
266. Flamme fatale 
267. Le déchargé de mission 
268. Ice-cream et châtiment 
269. L'âge de déraison (avec Maurice Baquet)
270. Un ome peut en cacher un autre 
271. Maguy rock 
272. Direction assistée 
273. Sosie fan tutte 
274. Jeromiades 
275. Méphisto fait l'oeuf 
276. L'adolescence de l'art 
277. La vie en roses (avec Marcel Philippot)
278. Le bazar et la nécessité 
279. Le salaire du rappeur 
280. Docteur Ko 
281. Pas commode d'emploi 
282. My fair Maguy 
283. La poire du trône (avec Claude Véga) 
284. Maguyvaudages 
285. Sauve qui puce 
286. SOS vampires 
287. Service incompris (avec Claire Nadeau) 
288. Il est 5 heures, Maguy s'éveille 
289. Échec et batte 
290. Le tronçonneur des lilas 
291. Certains l'aiment faux

## 8° Saison (1992) diffusée sur France 2 de l’automne 1992 à novembre 1993
292. Les délinquants sont éternels (avec Élie et Dieudonné) 
293. Une bretelle dans le salon 
294. Ennuis et héros 
295. Tx-trol de drame 
296. Crocodile Maguy 
297. Tous les kalaniens, toutes les kalaniennes (avec Michèle Laroque) 
298. Funérailles aïe aïe 
299. Nomade's land 
300. Sauce grand vanneur 
301. L'entremêleur 
302. Maguy, Georges, Pierre, Rose et les autres (avec Philippe Bruneau, Annie Grégorio et Charlotte Julian)
303. Traitement de chic (avec Amanda Lear) 
304. Allô Maguy ici bébé (avec Éric Blanc)
305. Roman à l'eau de rose 
306. Le fiscopathe 
307. Olé beaux jours 
308. Mauve qui peut 
309. Cet obscur objet de Désiré (avec Bernard Ménez) 
310. Hoquet sur place 
311. Fenêtre sans cour 
312. La guerre des canulars 
313. Désastres et des astres 
314. Les papilles font de la résistance (avec Michel Oliver) 
315. La fureur de vendre 
316. Legs à deux têtes (avec Sophie Desmarets) 
317. L'arme à l’œil 
318. Une cacahouete pour deux 
319. Une souris et des hommes 
320. La rose et Lenoir 
321. Princesse oblige 
322. Coût de peau 
323. Le dernier tango au Vézinet (avec Arièle Semenoff) 
324. La bourse ou Maguy 
325. De la cuite dans les idées 
326. Dérapage de pub 
327. Boudeau sauvé des us (avec Rufus)
328. N'oubliez pas le service 
329. C'est pas sorcier 
330. Drôle de squatt 
331. L'espion qui venait d'en face (avec Jean-François Dérec et Sophie Barjac) 
332. Bébé éprouvant (avec Pascal Sevran) 
333. Crises de mères 